# Iwo Pollo
Iwo Andrzej Pollo (ur. 9 maja 1927 w Delatynie, zm. 8 czerwca 2005) – polski inżynier chemik, specjalista w zakresie chemii i technologii plazmy, nauczyciel akademicki, wykładowca Politechniki Śląskiej i Politechniki Lubelskiej, rektor tej ostatniej w latach 1993–1996.

## Życiorys
Urodził się 9 maja 1927 w Delatynie, w rodzinie Stefana, sędziego powiatowego i Vereny z domu Ragan, nauczycielki.
W 1954 roku ukończył studia na Wydziale Chemicznym Politechniki Śląskiej. Pozostał na uczelni jako asystent, uzyskując w 1959 roku doktorat, a w 1963 roku habilitację, pod kierunkiem profesora Stefana Pawlikowskiego. Kolejno obejmował stanowiska adiunkta i docenta, w latach 1965–1968 był prodziekanem Wydziału Chemicznego. W 1975 roku rozpoczął pracę w ówczesnej Wyższej Szkole Inżynierskiej (od 1977 roku Politechnice) w Lublinie, rok później został mianowany profesorem nadzwyczajnym. Był twórcą i kierownikiem Katedry Technologii Chemicznej, od 1978 roku dyrektorem Instytutu Matematyki, Fizyki i Chemii. W latach 1984–1990 pełnił funkcję prorektora do spraw nauki, 1993–1996 rektora Politechniki Lubelskiej. W 1991 roku uzyskał tytuł profesora zwyczajnego. Od 1983 do 1987 roku wykładał także na część etatu na Uniwersytecie Marii Curie-Skłodowskiej, a od 1998 roku w Prywatnej Wyższej Szkole Ochrony Środowiska w Radomiu. Na emeryturę przeszedł w 2002 roku.
W obszar jego zainteresowań naukowych wchodziły między innymi chemia i technologia plazmy niskotemperaturowej, synteza ozonu, technologia chemii nieorganicznej, ceramiki i związków azotowych, ochrona przed korozją, inżynieria i ochrona środowiska oraz historia nauki i techniki. Był autorem kilkuset prac i publikacji naukowych, ponad 20 patentów, promotorem dziesięciu doktoratów. 

## Członkostwa w instytucjach naukowych
Był członkiem Komitetu Nauk Chemicznych Polskiej Akademii Nauk, przewodniczącym Komisji Chemii Plazmy lubelskiego oddziału PAN, członkiem Komisji Nauk Ceramicznych krakowskiego oddziału PAN, członkiem Polskiego Towarzystwa Chemicznego, Stowarzyszenia Inżynierów i Techników Przemysłu Chemicznego, Lubelskiego Towarzystwa Naukowego, Międzynarodowej Unii Chemii Czystej i Stosowanej.

## Życie prywatne
Działał w Związku Podhalan i organizacjach Kresowiaków. Pisał fraszki, limeryki i eseje, był autorem kilku tomików wierszy, miłośnikiem kultury huculskiej i łemkowskiej. Zmarł 8 czerwca 2005 roku. Pochowany w części ewangelickiej cmentarza przy ulicy Lipowej w Lublinie (kwatera 4-1-83).
Z Zofią z d. Boczkowska miał dzieci Agnieszkę (ur. 1972) oraz Rafała (ur. 1980).

## Ordery, odznaczenia i wyróżnienia
- Krzyż Oficerski Orderu Odrodzenia Polski (1997)[7]
- Krzyż Komandorski Orderu Odrodzenia Polski (2003)[8]
- Złoty Krzyż Zasługi (1974)[6]
- Medal Komisji Edukacji Narodowej (1988)[6]
- odznaka Zasłużony Działacz Kultury[6]
- Złota Odznaka Honorowa PTTK[9]
- Medal za zasługi Politechniki Lubelskiej (1979)[6]
- Medal z okazji 50-lecia Politechniki Lubelskiej (2003)[6]
- Medal z okazji 50-lecia Politechnik Śląskiej (1995)[6]
- Medal Pamiątkowy im. Świętosławskiego (2002)[6]
- Medal Prezydenta Lublina (2003)[6]
- Medal za zasługi dla Politechniki Lubelskiej (1979)[6]

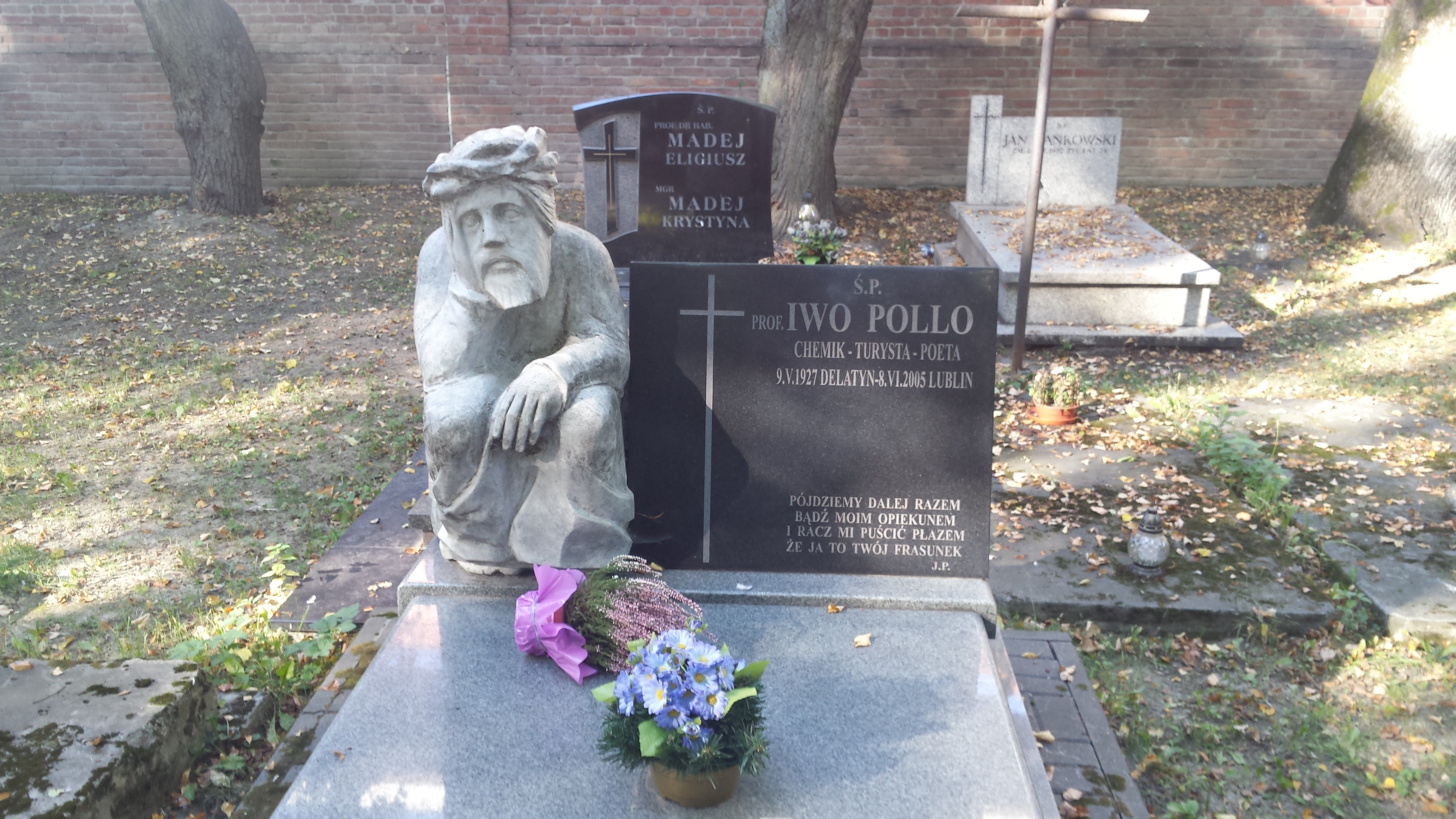
Grób prof. Iwo Pollo na cmentarzu przy ulicy Lipowej